# C (programovací jazyk)

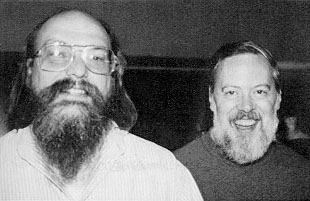
Ken Thompson a Dennis Ritchie

C je programovací jazyk, který počátkem 70. let 20. století vyvinuli Ken Thompson a Dennis Ritchie pro potřeby operačního systému Unix. Jde o vyšší programovací jazyk, který přesto umožňuje zapisovat programové konstrukce tak, jak je počítač skutečně zpracovává, takže výsledný kód může být velmi efektivní, a proto v minulosti nahradil nízkoúrovňový jazyk symbolických adres. Jazyk C je kompilovaný, imperativní (procedurální), strukturovaný, podporuje rekurzi, má statickou typovou kontrolu. Je využíván pro programování operačního systému a aplikačního softwaru od superpočítačů k PLC (programovatelný logický automat) a vestavěných systémů (anglicky „embedded systems“, nachází se např. v automobilech nebo zdravotnických přístrojích). 
Jazyk C je nástupcem programovacího jazyka B. Vyvinul ho Dennis Ritchie v Bellových laboratořích mezi roky 1972 a 1973 pro vývoj nástrojů pro operační systém Unix. K vývoji přispěl Ken Thompson, který ho použil pro naprogramování jádra operačního systému Unix, aby dosáhl možnosti ho přenést na různé počítače. V 80. letech se stal nejpopulárnějším programovacím jazykem, který měl překladače pro téměř všechny dostupné počítačové architektury.[zdroj?] V roce 1989 byl jazyk C standardizován ANSI (jako ANSI C) a ISO.

## Charakteristika
V současné době[kdy?] je jeden z nejpopulárnějších jazyků, zřejmě nejčastější pro psaní systémového softwaru, ale velmi rozšířený i pro aplikace. C je nízkoúrovňový, kompilovaný, relativně minimalistický programovací jazyk. Je dostatečně mocný na většinu systémového programování (ovladače a jádro OS), přičemž zbytek lze dořešit tzv. inline assemblerem, tedy metodou zápisu assembleru přímo do kódu. Zdrojový kód C je přitom mnohem čitelnější než assembler, je jednodušší ho zapsat a navíc je daleko snáze přenositelný na jiné procesory a počítačové architektury. Proto jsou často operační systémy, překladače, knihovny a interprety vysokoúrovňových jazyků implementovány právě v C.[zdroj?] Mnoho dalších moderních programovacích jazyků přebírá způsob zápisu (neboli syntaxi) z jazyka C, například C++, D, Java, Perl, PHP, Rust, JavaScript.
Ukládání dat je v C řešeno třemi základními způsoby: statickou alokací paměti (při překladu), automatickou alokací paměti na zásobníku a dynamickou alokací na haldě (heap) pomocí knihovních funkcí. Jazyk disponuje jen minimální abstrakcí nad alokací: s pamětí se pracuje přes datový typ zvaný ukazatel, který drží odkaz na paměťový prostor daného typu proměnné, ale je na něm možné provádět aritmetické operace (tyto operace ale neoperují s ukazateli přímo na úrovni jednotlivých bajtů, nýbrž přihlíží k velikosti datového typu, na který ukazují – existují ale také ukazatele typu void *, které mohou odkazovat na jakýkoliv typ dat uložený v paměti.). Ukazatele tedy existují nezávisle na proměnných, na které odkazují, a je na odpovědnosti programátora, aby neukazovaly na paměť nealokovanou.
Ukazatele jsou velmi mocným nástrojem, protože C jazyk povoluje ukazatele nejen na data, ale i na funkce. Současně jsou ukazatele z hlediska přenositelnosti a rizika zhroucení programu při jejich nesprávném použití Achillovou patou jazyka. Na druhou stranu programátor má plnou zodpovědnost za alokaci paměti, není zde tedy závislost na automatickém dealokátoru paměti (garbage collector). Jazyky Java a C♯, oba odvozené od C, používají méně univerzální způsob odkazování alokovaných proměnných, který snižuje pravděpodobnost chyby v programu. Jazyk C++, původně rozšíření jazyka C, ovšem zodpovědnost programátora za alokaci zachoval (s výjimkou norem C++11 a vyšších, kde je to možnost volby).
Skutečnost, že jazyk C neklade programátorovi téměř žádné překážky při zápisu do paměti, vedla v praxi k řadě bezpečnostních slabin v programech napsaných v jazyce C (přetečení bufferů, výkon libovolného kódu, rozbití zásobníku). Významným příkladem je například slabina Heartbleed zavlečená do knihovny OpenSSL, která byla odhalena až po více než dvou letech. Současný hardware se některým těmto slabinám snaží bránit, například pomocí NX bitů, které označují určitou oblast paměti jako nevykonatelnou. Jeden z následovníků jazyka C, jazyk Rust, má právě z tohoto důvodu velmi silný bezpečnostní model práce s pamětí.

## Historie

### Počátky
Vývoj jazyka C začal v Bellových laboratořích AT&T mezi léty 1969 a 1973. Ritchie tvrdí, že nejpřínosnější období bylo v roce 1972.[zdroj?] Pojmenování „C“ zvolili, protože mnoho vlastností přebírali ze staršího jazyka zvaného „B“, jehož název byl zase odvozen od jazyka BCPL (ale to není jisté, neboť Thompson také vytvořil jazyk Bon na poctu své ženy Bonnie).
V roce 1973 se stal jazyk C dostatečně stabilním. Většina zdrojového kódu jádra Unixu, původně napsaného v assembleru PDP-11, byla přepsána do C. Unix tedy patří mezi první operační systémy, které byly napsané v jiném než strojovém jazyce či assembleru. Předchozí byl například systém Multics (napsaný v PL/I) a TRIPOS (napsaný v BCPL).

### K&R C
V roce 1978, Ritchie a Brian Kernighan vydali první vydání knihy The C Programming Language. Tato kniha, mezi programátory C známá jako „K&R“, sloužila po mnoho let jako neformální specifikace jazyka. Verze C, kterou takto popsali, bývá označována jako „K&R C“. (Druhé vydání knihy popisovalo novější standard ANSI C.)
K&R zavedli následující vlastnosti jazyka:
- datový typ struct
- datový typ long int
- datový typ unsigned int
- Operátor =+ byl změněn na +=, a podobně (=+ mátl lexikální analyzátor překladače C).

K&R C je považován za základní normu, kterou musejí obsahovat všechny překladače jazyka C. Ještě mnoho let po uvedení ANSI C to byl „nejmenší společný jmenovatel“, který využívali programátoři v jazyce C kvůli maximální přenositelnosti, protože zdaleka ne všechny překladače plně podporovaly ANSI C.
V několika letech následujících po uvedení K&R C bylo uvedeno a přidáno několik „neoficiálních“ vlastností jazyka, které byly podporovány překladači od AT&T a některých dalších dodavatelů. Změny zahrnují:
- datový typ void * a funkce vracející void
- funkce vracející typ struct nebo union
- položky ve struct se ukládají do odděleného jmenného prostoru pro každý struct
- modifikátor const
- standardní knihovnu zahrnující většinu funkcí implementovaných různými dodavateli
- výčtový typ enumeration
- datový typ float

### ANSI C aISO C
V pozdních sedmdesátých letech začalo C nahrazovat BASIC jako přední programovací jazyk pro mikropočítače. Během osmdesátých let bylo přejato pro použití na platformě IBM PC a jeho popularita se značně zvýšila. Tou dobou Bjarne Stroustrup a další v Bellových laboratořích začali pracovat na rozšiřování C o objektově orientované prvky. Jazyk, který vytvořili, zvaný C++, je dnes nejrozšířenější programovací jazyk pro aplikace na Microsoft Windows; C zůstává stále populárnější ve světě Unixu.
V roce 1983 se American National Standards Institute (ANSI) dohodla na sestavení komise X3J11, aby vytvořila standardní specifikaci C. Po dlouhém a pracném procesu byl standard dokončen v roce 1989 a schválen jako ANSI X3.159-1989 „Programming Language C“. Tato verze jazyka je často stále označována jako ANSI C.
V roce 1990 byl standard ANSI C (s drobnými změnami) adoptován institucí International Organization for Standardization (ISO) jako „ISO 9899|ISO/IEC 9899:1990“.
Jedním z cílů standardizačního procesu ANSI C byl vytvořit nadmnožinu K&R C zahrnující mnoho „neoficiálních vlastností“.
Navíc standardizační komise přidala několik vlastností jako funkční prototypy (vypůjčené z C++) a schopnější preprocesor.
ANSI C je dnes podporováno téměř všemi rozšířenými překladači. Většina kódu psaného v současné době v C je založena na ANSI C. Jakýkoli program napsaný pouze ve standardním C je přeložitelný a spustitelný na jakékoli platformě, která odpovídá tomuto standardu. Nicméně mnoho programů se dá přeložit pouze na jedné platformě nebo jedním překladačem, kvůli použití nestandardních knihoven, např. pro grafiku, a také některé překladače v implicitním módu neodpovídají standardu ANSI C.

### C99
Po standardizaci jazyka v roce 1989 se většina vývoje soustředila na jazyk C++. Přesto však na konci 90. let došlo k vydání dokumentu ISO 9899:1999 (obvykle nazývaný C99), který byl následně v březnu 2000 přijat i jako ANSI standard.
C99 představil několik nových vlastností, které byly mnohdy v překladačích už implementovány jako rozšíření:
- Inline funkce
- Proměnné mohou být deklarovány kdekoli (jako v C++), v C89 mohly být deklarovány pouze na začátku bloku
- Několik nových datových typů, včetně long long int (nejméně 64bitový integer), bool (logický ano/ne typ) nebo typ complex určený na reprezentaci komplexních čísel.
- Pole s nekonstantní velikostí
- Podpora pro zakomentování jednoho řádku //, tak jako v jazycích C++ nebo BCPL
- Nové knihovní funkce, hlavně ve formě náhrady za funkce náchylné na přetečení na zásobníku, např. snprintf()
- Nové hlavičkové soubory, např. stdint.h
- Variadická makra (makra C preprocesoru s proměnným počtem argumentů)
- Klíčové slovo restrict, které v deklaraci ukazatele specifikuje, že na paměť odkazovanou tímto ukazatelem nepřistupuje žádný jiný ukazatel (např. int* restrict foo;), díky čemuž překladač může produkovat optimalizovanější kód; zajištění, aby tomu skutečně tak bylo, je na programátorovi (při nedodržení je chování programu nedefinované)

Standard C99 je v některých ohledech přísnější než původní standard C89; například je (až na výjimky) zakázáno přistupovat k paměti prostřednictvím ukazatele jiného typu, než pomocí jakého byla zapsána. Toto omezení poskytuje překladači prostor k lepší optimalizaci, ale může způsobit problémy s kompilací starších programů.
Žádný kompilátor zatím neobsahuje kompletní implementaci C99, přestože některé jsou poměrně blízko (GCC). Firmy jako Microsoft nebo Borland neprojevily velký zájem o implementaci C99, především kvůli tomu, že většinu nových vlastností poskytuje C++ a to často nekompatibilně s C99 (datový typ complex v C99 versus třída complex v C++).

## „Hello, World!“ vC
Následující jednoduchá aplikace vypíše „Hello, World!“ na standardní výstup (většinou obrazovku, ale může to být i do souboru nebo na jiné hardwarové zařízení nebo dokonce i bit bucket, což závisí na nastavení standardního výstupu v době spuštění programu). Jedna z verzí se poprvé objevila v K&R.
```
#include
 
<stdio.h>

int
 
main
(
void
)

{

    
printf
(
"Hello, World!
\n
"
);
 
// tisk na obrazovku

    
return
 
0
;
 
// konec programu, bez chyby

}

```

## Charakteristika jazyka C

### Datové typy
Programovací jazyk C má tyto datové typy:
- char – Používá se pro malá čísla; též unsigned char pro bezznaménková čísla a 8bitové znaky
- int – Používá se pro menší celá čísla; též unsigned int pro bezznaménková čísla
- long – Používá se pro větší celá čísla; též unsigned long pro bezznaménková čísla
- float – Používá se pro desetinné číslo s plovoucí řádovou čárkou
- double – Používá se pro desetinné číslo s plovoucí řádovou čárkou s dvojnásobnou přesností
- void – Používá se, pokud nepotřebujeme žádnou hodnotu (např. u funkcí)

### Řídící příkazy
Řídící příkazy určují průběh zpracovávání programu. Jako takové tvoří páteř programů.

#### if
Příkaz if je jedním z příkazů jazyka C pro větvení programu (někdy nazývané také jako podmíněné příkazy). Jeho činnost je určena výsledkem testu podmínky, která je vyhodnocena jako pravdivá, nebo nepravdivá. Jednoduše řečeno, podmíněné činí rozhodnutí na základě vyhodnocení nějaké podmínky.
```
if
 
(
výraz
)

	
příkaz
;

```

příklad:
```
/* Když je hodnota proměnné i rovna jedna, provede se vypsání textu. */

if
 
(
i
==
1
)

    
printf
(
"
\n
Hodnota promenne 'i' je jedna."
);

```

#### if – else
K příkazu if můžete přidat else. Pokud tak učiníte, tak programu řeknete, co má dělat, i pokud bude podmínka nepravdivá. Konstrukce poté může vypadat takto:
```
if
 
(
výraz
)

	
příkaz1
;

else

	
příkaz2
;

```

1. příklad:
```
/* Podle velikosti promenne j se provede prikaz vypisujici informace o jeji hodnote. */

if
 
(
j
<
3
)

    
printf
(
"
\n
Hodnota promenne j je mensi nez tri."
);

else

    
printf
(
"
\n
Hodnota promenne j je vetsi nebo rovna trem."
);

```

2. příklad:
```
#
 
include
<stdio.h>

/* Program, který ze tří celých čísel vybere největší. */

int
 
nej
(
int
 
a
,
 
int
 
b
,
 
int
 
c
)

{

  
int
 
vysl
;

  
if
 
(
a
>
b
)

  
{

    
if
 
(
a
>
c
)

      
vysl
 
=
 
a
;

    
else

      
vysl
 
=
 
c
;

  
}

  
else

  
{

    
if
 
(
b
>
c
)

      
vysl
 
=
 
b
;

    
else

      
vysl
 
=
 
c
;

  
}

  
return
(
vysl
);

}

int
 
main
()

{

  
int
 
a
;

  
int
 
b
;

  
int
 
c
;

  
printf
(
"Tento program vyhodnoti nejvyssi ze tri zadanych cisel.
\n
"
);

  
printf
(
"Zadej prvni cislo:"
);

  
scanf
(
"%d"
,
 
&
a
);

  
printf
(
"Zadej druhe cislo:"
);

  
scanf
(
"%d"
,
 
&
b
);

  
printf
(
"Zadej treti cislo:"
);

  
scanf
(
"%d"
,
 
&
c
);

  
printf
(
"Nejvetsi cislo je: %d
\n
"
,
 
nej
(
a
,
b
,
c
));

  
return
(
0
);

}

```

Vývojový diagram k příkladu:

#### switch
Příkaz switch slouží k výběru jedné z několika větví programu, která se má provést v závislosti na nějaké celočíselné hodnotě. Jeho formát je následující:
```
switch
 
(
celočíselný
 
výraz
)

{

	
case
 
hodnota1
:

		
příkazy1
;

		
break
;

	
case
 
hodnota2
:

		
příkazy2
;

		
break
;

	
…

	
default
:

		
příkazy
 
pro
 
všechny
 
ostatní
 
případy
;

		
break
;

}

```

Podle hodnoty celočíselného výrazu se vybere jedna z větví case. Je-li hodnota výrazu rovna hodnotě1, provedou se příkazy1, je-li rovna hodnotě2, provedou se příkazy2, atd. Příkaz break na konci každé větve není povinný, ale pokud tam není, začne se po skončení větve provádět další větev v pořadí bez ohledu na hodnotu výrazu. Chceme-li tedy pro každou hodnotu provádět jedinou větev, je break nutný na konci každé větve kromě poslední. Větev default (je-li přítomna) se vykoná v případě, že hodnota výrazu není rovna ani jedné z hodnot uvedených za příkazy case. Obvykle se uvádí jako poslední, není to však vyžadováno.
Příklad
```
# define CZ 1

# define EN 2

# define DE 3

int
 
jazyk
;

…

/* V zavislosti na hodnote promenne 'jazyk' se vypise pozdrav v ruznych jazycich. */

switch
 
(
 
jazyk
 
)

{

    
case
 
CZ
:

        
printf
(
"
\n
Nazdar svete!"
);

        
break
;

    
case
 
EN
:

        
printf
(
"
\n
Hello world!"
);

        
break
;

    
case
 
DE
:

        
printf
(
"
\n
Hallo Welt!"
);

        
break
;

    
default
:

        
/* Kdyz nezname jazyk, vypiseme text anglicky */

        
printf
(
"
\n
(Language unknown => english)."
);

        
printf
(
"
\n
Hello world!"
);

        
break
;

}

```

goto
Příkaz goto způsobí okamžitý skok na stejně pojmenované návěští (label):

Příklad
```
for
 
(
i
 
=
 
0
;
 
i
 
<
 
number
;
 
++
i
)
 

{
 

    
test
 
+=
 
i
;
 
goto
 
vypis
;
 

}
 

vypis
:
 

if
 
(
test
 
>
 
5
)
 

{
 

    
printf
(
"Test > 5"
);
 

}

```

V dnešních C programech se goto používá jen málokdy, neboť jeho použití znesnadňuje analýzu chování programu. Za "škodlivý" (harmful) označil příkaz goto nizozemský teoretik Edgar Dijkstra už roku 1968 (Go To Statement Considered Harmful), kdy ještě jazyk C ani neexistoval. (Příkaz goto byl do jazyka C převzat ze starších jazyků.) V určitých situacích však jde o nejpraktičtější řešení vzniklé situace, například při nutnosti opustit několikanásobně vnořený cyklus.

#### Cyklus for
Příkaz cyklu for je jedním ze tří příkazů cyklu v jazyku C. Umožňuje opakovat jeden, nebo více příkazů. Cyklus for je mnohými programátory v jazyku C považován za jeho nejpružnější příkaz. Cyklus for se používá pro zadaný počet opakování příkazu, nebo bloku příkazu. Jeho obecný formát pro opakování jednoho příkazu vypadá takto:
```
for
 
(
inicializace
;
 
test
 
podmínky
;
 
inkrementace
)

	
příkaz
;

```

Příklad:
```
/* Vypis druhych a tretich mocnin cisel 1 az 10 */

int
 
i
;

…

/* – cyklus je zahajen s hodnotou i = 1,

 * – po provedeni tela cyklu se hodnota i zvysi o 1 (prikaz 'i++'), 

 * – dokud je i mensi nebo rovno 10 dochazi k opakovanemu provadeni tela cyklu a prikazu 'i++'

 * – po provedeni cyklu s hodnotou i rovnou 10 se i zvysi na 11 (prikaz 'i++'), podminka i<=10

 *   se vyhodnoti jako nepravdiva a program pokracuje prikazy nasledujicimi za telem cyklu.

 */

for
 
(
 
i
=
1
;
 
i
<=
10
;
 
i
++
 
)

{

    
printf
(
"
\n
Druha mocnina cisla %d je %d."
,
 
i
,
 
i
*
i
 
);

    
printf
(
"
\n
Treti mocnina cisla %d je %d."
,
 
i
,
 
i
*
i
*
i
 
);

}

```

#### Cyklus while
Cyklus while je cyklus s podmínkou na začátku. Napřed se testuje podmínka, je-li platná, pak se provede tělo cyklu a znovu se testuje podmínka. Není-li platná, program pokračuje za cyklem. Není-li tedy podmínka platná při prvním příchodu na cyklus, neprovede se cyklus ani jednou. Jeho formát vypadá takto:
```
while
 
(
test
 
podmínky
)

	
příkaz
;

```

Příklad:
```
/* Vypis druhych a tretich mocnin od 1 do 10. */

int
 
i
;

…

i
 
=
 
1
;

while
 
(
i
 
<=
 
10
)

{

    
printf
(
"
\n
Druha mocnina cisla %d je %d."
,
 
i
,
 
i
*
i
);

    
printf
(
"
\n
Treti mocnina cisla %d je %d."
,
 
i
,
 
i
*
i
*
i
);

    
i
++
;

}

```

#### Cyklus do-while
Cyklus do-while je cyklus s podmínkou na konci. Napřed se provede tělo cyklu, pak se testuje podmínka. Je-li platná, cyklus se provede znovu. Není-li platná, program pokračuje za cyklem. Tento cyklus se tedy provede vždy nejméně jednou. Jeho formát vypadá takto:
```
do

	
příkaz
;

while
 
(
test
 
podmínky
);

```

#### Příkazy break a continue
Příkaz break slouží k okamžitému opuštění cyklu, bez ohledu na platnost podmínky. Příkaz continue slouží ke skoku na konec cyklu a znovu testování podmínky (v cyklu for skočí na inkrementaci, pak se znovu testuje podmínka, v cyklech while a do-while skočí na test podmínky). Jejich syntaxe je jednoduchá:
```
break
;

```

```
continue
;

```

Příklad:
```
/* Cyklus while(1) by byl normalne nekonecny, ale je ukoncen podminenym provedenim prikazu break. */

int
 
i
;

…

i
=
1
;

while
(
1
)

{

  
printf
(
"
\n
%d na druhou je %d."
,
 
i
,
 
i
*
i
 
);

  
i
++
;

  
if
(
 
i
 
>
 
10
 
)

  
{

    
printf
(
 
"
\n
Hodnota i je %d, padla."
,
 
i
 
);

    
break
;

  
}

}

```

## Knihovny
Programovací jazyk C používá knihovny jako základní metody vylepšení. Knihovny v jazyce C jsou skupiny funkcí uložené v jedné archivní složce. Každá knihovna má typicky záhlaví obsahující prototypy o funkcích obsažených v knihovně, které mohou být využity programem, deklarace speciálních datových typů a makro symbolů použité v těchto funkcích. Aby program mohl používat tyto knihovny, musí obsahovat knihovnu v záhlaví a program musí znát danou knihovnu. Nejčastější knihovnou jazyka C je standardní knihovna C, která je specifikovaná standardy ISO a ANSI C a používá se při každé implementaci (implementace, která se zaměřuje na omezené prostředí, jako třeba vložené systémy, může poskytnout pouze část standardní knihovny). Tato knihovna podporuje proud vstupů a výstupů, přidělení paměti, matematické výpočty, řetězce znaků a časové údaje. Několik samostatných standardních záhlaví (například stdio.h) specifikuje rozhraní pro tyto a jiné zařízení standardní knihovny.
Dalším běžným souborem funkcí C knihoven jsou soubory používané pro aplikace speciálně určené pro Unix a podobné systémy, hlavně funkce, které poskytují rozhraní pro kernel. Tyto funkce jsou popsané v několika standardech jako jsou POSIX a jednotná UNIX specifikace. 
Vzhledem k tomu, že je v jazyku C napsáno mnoho programů, existuje řada dalších knihoven. Knihovny jsou často psány v jazyku C, protože C kompilery generují efektivní objektový kód. Programátoři poté vytvářejí rozhraní pro knihovnu, aby se daly používat postupy z výše-úrovňových jazyků jako je Java nebo Python.  

### Práce se soubory a datový proud
Soubor vstup a výstup není součástí jazyka C, ale součásti knihovny stdio.h. Práce se soubory je často implementována pomocí vysoko-úrovňové I/O, které funguje přes datový proud. Datový proud je datový tok nezávislý na zařízení, zatímco soubor je konkrétní zařízení. Vysoko-úrovňové I/O je spojení datového proudu a souboru. V základní knihovně jazyka C je vyrovnávací paměť, která je dočasně použita na ukládání dat předtím, než se odešlou do konečné stanice. Toto zmírňuje čekání na pomalejší zařízení, např. pevný disk nebo SSD disk. Nízkoúrovňové I/O funkce nejsou součástí standardních knihoven jazyka C.

## Příbuzné jazyky
Jazyky C++ a Objective-C vznikly jako odpověď na vlnu popularity objektově orientovaného programování (OOP) v 80. letech 20. století. Obě tato rozšíření jazyka C byla nejprve implementována ve formě preprocesoru, tedy zdrojový kód byl nejprve přeložen do C a poté zkompilován kompilátorem jazyka C. Kromě toho vzniklo velké množství jazyků, které sice s jazykem C nejsou příbuzné, ale které částečně přejaly syntaxi jazyka (Java, C♯, D) nebo dokonce jména některých knihovních funkcí (PHP).

### C++
Jazyk C++ je odvozen z jazyka C, není s ním ale úplně kompatibilní. Rozdíl, který způsobuje nejvíce problémů s kompilací je způsoben tím, že C++ definuje mnohem striktnější pravidla pro přetypování datových typů. Kromě OOP implementuje C++ také generické a procedurální programování.

### Objective-C
Objective-C je odvozen z jazyků C a Smalltalk, přičemž s C je úplně kompatibilní (tedy je možné zkompilovat libovolný zdrojový text s překladačem Objective-C). Syntaxe týkající se preprocesoru, výrazů, deklarací funkcí a volání funkcí je odvozena z C, zatímco objektově orientované programování je odvozeno z jazyka Smalltalk.